# Contea di Gallatin (Kentucky)
La contea di Gallatin in inglese Gallatin County è una contea dello Stato del Kentucky, negli Stati Uniti. La popolazione al censimento del 2000 era di 7 870 abitanti. Il capoluogo di contea è Warsaw